# Apalonychus rufulus
Apalonychus rufulus is een keversoort uit de familie Hybosoridae. De wetenschappelijke naam van de soort is voor het eerst geldig gepubliceerd in 1840 door Laporte.